# Fleury-sur-Orne
 Fleury-sur-Orne  es una población y comuna francesa, situada en la región administrativa de Normandía, departamento de Calvados, en el distrito de Caen y cantón de Caen-8.

## Demografía
| 2344 | 2817 | 2861 | 3650 | 3861 | 4231 |
| Para los censos de 1962 a 1999 la población legal corresponde a la población sin duplicidades (Fuente: INSEE [Consultar]) |      |      |      |      |      |